# Holubți, Nedrîhailiv
Holubți (în ucraineană Голубці) este un sat în comuna Kurmanî din raionul Nedrîhailiv, regiunea Sumî, Ucraina.

## Demografie
Componența lingvistică a localității Holubți
     Ucraineană (95,18%)
Conform recensământului din 2001, majoritatea populației localității Holubți era vorbitoare de ucraineană (95,18%), existând în minoritate și vorbitori de armeană (4,82%).